# Ставковик потовщений
Ставковик потовщений (Lymnaea pachyta) — вид черевоногих молюсків.

## Морфологічні ознаки
Черепашка невелика, високо-конічної або яйцеподібно-конічної форми, помірно тверда. Обертів — до 6, вони сильно здуті (майже ступінчасті), розділені глибокою сутурою (швом). Висота черепашки перевищує її ширину в 1,7 рази. Останній оберт становить близько 0,8 висоти черепашки. Поверхня черепашки лискуча, з тонкими лініями наростання. Устя яйцеподібне, його висота становить 0,5 висоти всієї черепашки. Пупок повністю закритий. Висота черепашки — до 11,5 мм, довжина — 20-25 мм.

## Поширення
Дельта Волги у прибережжі острова Бухтовий.
В межах України знайдено лише в Криму. Вид зустрічається дуже рідко.

## Особливості біології
Вид населяє занурену вищу водну рослинність на невеликій глибині у прибережжі проточних та стоячих водойм, в тому числі ті, які часто пересихають влітку та калюжі.